# Скрипиль, Михаил Осипович
Михаи́л О́сипович Скри́пиль (26 октября (7 ноября) 1892, станица Старокорсунская, Кубань, — 16 января 1957, Ленинград) — русский советский литературовед, специалист по фольклору и древнерусской литературе. Доктор филологических наук (1944), профессор. Учёный секретарь Пушкинского Дома.

## Биография
Учился в Новороссийской классической гимназии. В 1911—1916 учился на историко-филологическом факультете Киевского университета Св. Владимира.
Научную деятельность начал в 1912 ещё во время учёбы в университете, где посещал «Семинарий русской филологии» профессора В. Н. Перетца (1870—1935).
В 1916—1920 вёл педагогическую работу в Острожской мужской гимназии на Волыни.
В 1920—1923 преподавал в Краснодарском университете и педагогическом институте.
С 1923 жил и работал в Петрограде (Ленинграде), где читал курсы древнерусской литературы в Ленинградском университете (в период Великой Отечественной войны жил в Казани).
С 1934 — научный сотрудник Отдела древнерусской литературы ИРЛИ АН СССР в Ленинграде. Кандидат филологических наук (1935, диссертация «Повесть о Савве Грудцыне»). В 1954—1957 возглавлял там же сектор фольклора.
1944 — доктор филологических наук (диссертация «Опыты изучения древнерусской историко-бытовой повести»); 1945 — профессор.
Похоронен на Серафимовском кладбище

## Научные труды
Автор исследований и статей в области древнерусской литературы. Работы посвящены главным образом изучению русских повестей XV—XVII веков.
Несколько работ Скрипиль посвятил «Слову о полку Игореве», в которых дал общую оценку содержанию, художественным особенностям и стилю памятника:
- Великое литературное произведение русского народа (Крестьянская правда, Л., 1938, 24 мая),
- «Злато слово» русской литературы (Красная газета, Л., 1938, 23 мая),
- Гениальное творение русского народа (Ленинградская правда, 1945, 14 авг.).

Скрипиль принимал также участие в редактировании книги «Слово о полку Игореве»:
- Слово о полку Игореве. — Л.: Советский писатель, 1952. — 308 с. — (Библиотека поэта. Большая серия).

Был ответственным редактором другой книги:
- «Слово о полку Игореве»: Библиография изданий, переводов и исследований, 1938—1954 / Сост. Л. А. Дмитриев. Институт русской литературы (Пушкинский дом). — М. - Л.: Изд-во АН СССР, 1955. — 90 с.

По инициативе Скрипиля и при его участии изданы книги (последняя — посмертно):
- Русская повесть XVII века / Переводы повестей Ю. С. Сорокина и Т. А. Ивановой. — Л.: Государственное издательство художественной литературы, 1954. — 480 с. — 30 000 экз. (в пер.)
- Русские повести XV - XVI веков / Составитель М. О. Скрипиль (†); Редактор текстов, статей и примечаний Б. А. Ларин; Оформление художника Л. С. Хижинского. — М. - Л.: Государственное издательство художественной литературы, 1958. — 488 с. (в пер.)